# Jet Propulsion Laboratory
Jet Propulsion Laboratory (forkortet JPL) er et institut i USA der forsker i rumfartøjer, raketter o.l.

## Historie
Theodore von Kármán startede en række eksperimenter med raketter i 1930'erne. Selve JPL blev grundlagt sammen med Jack Parsons. Under 2. verdenskrig spurgte den amerikanske hærs luftvåben om JPL ville analysere V2-raketten, der var udviklet af nazisterne i Tyskland. Men de blev også tilbudt at arbejde på andre raket-orienterede projekter til krigen. I 1958 blev JPL en del af det amerikanske rumagentur NASA, og her startede JPL’s arbejde med ubemandede rummissioner. I dag har JPL sammen med NASA haft missioner til alle planeterne i Solsystemet.

## Missioner
JPL deltager i ubemandede rummissioner og har bl.a. deltaget i Galileo-projektet, en sonde der gik i kredsløb om gaskæmpen Jupiter. De har også deltaget i Mars Pathfinder fra 1997, samt Spirit og Opportunity-missionerne på Mars. JPL har også deltaget i kortlægningsmissioner af Jorden.

## Placering
JPL har hovedkontor i Pasadena, Californien, USA, men har også nogle faciliteter i La Canada Flintridge, Californien, USA. I alt arbejder der ca. 5.000 mennesker hos JPL på fuld tid, mens der er en del andre, der er projektansatte. En gang hvert år har laboratoriet åbent hus – det er typisk en søndag i maj. Dog er det muligt at opleve uofficielle rundvisninger, hvis de planlægges i god tid.

## Kultur
Jet Propulsion Laboratory har udover sit arbejde for den amerikanske regering og NASA også bidraget til kulturen. Hovedsageligt hjælper de filmhold med korrekte videnskabelige informationer. De har bl.a. assisteret holdet bag Babylon 5.[kilde mangler]
34°12′00″N 118°10′18″V / 34.2°N 118.1717°V